# Kattenstaartamarant
Kattenstaartamarant (Amaranthus caudatus) behoort tot de amarantenfamilie. Het is een eenjarige, exotische plant die voorkomt als verwilderde tuinplant. De bladeren en zaden zijn eetbaar.

## Uiterlijke kenmerken
Kattenstaartamarant is een eenslachtige, eenhuizige, eenjarige plant die in juli tot en met september bloeit en 30-80 cm hoog wordt. Het bloemdek is vier- of vijfbladig en de felgekleurde meestal rode, soms groene of gelige, bloeiwijzen staan in eindelingse, van de voet af overhangende en grotendeels onbebladerde schijnaren. Daarnaast zijn ook enkele bladokselstandige deelbloeiwijzen aanwezig. De bloemdekbladen zijn boven het midden het breedst en hun randen bedekken elkaar, de vruchten springen overdwars open en de steelblaadjes zijn groter of even lang als de bloemdekbladen. De stengel is meestal rood aangelopen.

## Verspreiding (geografisch)
De oorsprong van de soort is onzeker, maar is waarschijnlijk tropisch Amerika. Ze wordt gecultiveerd in de warme delen van Noord- en Zuid-Amerika, Afrika, Europa en Azië. In Nederland is de soort uitsluitend bekend als zeldzame, verwilderde tuinplant en wordt verspreid door het land gevonden.

## Groeiplaats
Kattenstaartamarant staat op zonnige tot iets beschaduwde, voedselrijke en vochtige, goed gedraineerde bodems bestaande uit zand, leem en klei en verdraagt droogte goed. De eenjarige plant wordt als sierplant gebruikt en verwildert soms in ruigten, bermen en op ruderale plaatsen nabij bebouwing.

## Toepassingen
De bladeren en de zaden zijn eetbaar en er kunnen gele en groene kleurstoffen uit de plant gewonnen worden.